# Michael Goodwin
Michael Goodwin – amerykański aktor urodzony w mieście Virginia w stanie Minnesota. Wystąpił w licznych produkcjach kinowych i telewizyjnych. Grał m.in. z takimi aktorami jak Clint Eastwood, Joe Penny czy też Tom Selleck.

## Filmografia

### Duży Ekran
Latino, Pula śmierci, Foreign Student, Droga do Wellville, Lolita, Songcatcher, Cherry Falls, Ukryta prawda, Boys on the Run, Crazy Like a Fox, The New World, Fair Game.

### Seriale telewizyjne
Kojak, Inny świat, Aniołki Charliego, The Paper Chase, Statek miłości, Strike Force, Detektyw Remington Steele, Cagney i Lacey, The Hamptons, St. Elsewhere, Finder of Lost Loves, Who’s the Boss?, Matt Houston, Alice, Silver Spoons, Hotel, Magnum, Falcon Crest, MacGyver, Dynastia, The Kennedys of Massachusetts, Gliniarz i prokurator, Over My Dead Body, L.A. Law, Dark Justice, Słoneczny patrol, Matlock, New York News, Legacy, Prawo i bezprawie, Law & Order: Criminal Intent, Wszystkie moje dzieci.